# Red Lake County
Red Lake County är ett administrativt område i delstaten Minnesota i USA. År 2010 hade countyt 4 089 invånare. Den administrativa huvudorten (county seat) är Red Lake Falls.

## Politik
Red Lake County har under senare år tenderat att rösta republikanskt. Historiskt sett har countyt oftast röstat på demokraterna. Mellan valet 1924 och valet 1996 vann demokraternas kandidat countyt i samtliga presidentval. Därefter har republikanernas kandidat vunnit countyt i fyra av fem presidentval under 2000-talet, alla utom valet 2008 då demokraternas kandidat vann countyt. I valet 2016 vann republikanernas kandidat med 60,7 procent av rösterna mot 28,7 för demokraternas kandidat, vilket är den största segern i countyt för en kandidat sedan valet 1976 och för en republikansk kandidat sedan valet 1920.

## Geografi
Enligt United States Census Bureau har countyt en total area på 1 120 km². 1 120 km² av den arean är land och 0 km² är vatten.

### Angränsande countyn
- Pennington County - norr
- Polk County - öster, söder och väster